# Kerrie Wilson
Kerrie Ann Wilson es una científica medioambiental australiana y directora ejecutiva del Institute for Future Environments de la Queensland University of Technology (QUT). Wilson es también profesora afiliada de ciencias de la conservación en la Universidad de Copenhague, profesora honoraria de la Universidad de Queensland, miembro del Australian Heritage Council y Comisionada Australiana de Ciencias Naturales para la Unesco.

## Educación
Wilson es licenciada en Ciencias Ambientales (1999) por la Universidad de Queensland y doctora por la Universidad de Melbourne (2004). Su doctorado se realizó en colaboración con el Centro de Monitoreo de la Conservación del Ambiente del Programa de Naciones Unidas para el Medio Ambiente, con sede en Cambridge.

## Trayectoria
De 2005 a 2007, Wilson disfrutó de una beca de investigación posdoctoral en la Universidad de Queensland. En 2007 dejó el mundo académico para convertirse en directora de conservación en The Nature Conservancy Australia. Regresó a la Universidad de Queensland en 2008 tras recibir una beca posdoctoral del Australian Research Council (ARC). En 2010, Wilson recibió una beca ARC Future Fellowship, que comenzó tras regresar de su permiso de maternidad en 2013.
En 2016, Wilson fue nombrada directora del ARC Centre of Excellence for Environmental Decisions y profesora de ciencias biológicas en la Universidad de Queensland. En 2019, Wilson se convirtió en la directora ejecutiva del Institute for Future Environments de la Queensland University of Technology.

### Investigación
La investigación de Wilson tiende un puente entre la ciencia, la política y la práctica de la conservación, con el objetivo de encontrar las formas más eficaces de proteger y restaurar diferentes tipos de paisajes y ecosistemas. Su investigación se centra en los problemas de asignación de recursos de conservación, dónde invertir los recursos limitados para proteger o restaurar la biodiversidad y el papel de los servicios de los ecosistemas en la consecución de los objetivos de conservación. Es partidaria de la teoría de que las inversiones en conservación deben estar influidas por igual por los valores de la biodiversidad, la dinámica ecológica y el contexto socioeconómico.
Wilson ha desarrollado enfoques analíticos para captar el contexto social en la toma de decisiones medioambientales y ha demostrado cómo integrar los análisis sociales, económicos y ecológicos para mejorar la evaluación y predicción de los resultados de las políticas y programas medioambientales. También ha contribuido al campo de los servicios de los ecosistemas mediante la integración de la ciencia de la decisión con las evaluaciones de los servicios de los ecosistemas para investigar cómo la gestión puede mejorar el bienestar humano al tiempo que mejora la protección del entorno natural. Su investigación ha servido de base para identificar estrategias de conservación en paisajes productivos, que implican muchas opciones alternativas de gestión de la tierra, incluyendo la isla de Borneo.

## Premios y reconocimientos
- Academia Australiana de Ciencias. Nancy Millis Medal for Women in Science (2017)[4]
- Academia Malasia de Ciencias. Mahathir Science Award (2017)[6]
- Prime Minister's Frank Fenner Prize for Life Scientist of the Year (2016)[7]
- Women in Technology Life Sciences Research Award (2015)[8]
- Scopus Young Researcher Award in the Life and Biological Sciences (2014)[9]
- Royal Society of South Australia HG Andrewartha Medal (2014)
- Australian Museum Eureka Prize for Outstanding Young Researcher (2013)[10]
- University of Queensland Foundation Research Excellence Award (2013)[11]